# Agrotis subalbida
Agrotis subalbida är en fjärilsart som beskrevs av Lucas 1948. Agrotis subalbida ingår i släktet Agrotis och familjen nattflyn. Inga underarter finns listade i Catalogue of Life.